# Dorothy Boulding Ferebee
Pour les articles homonymes, voir Boulding et Ferebee.
 (mars 2024).
La mise en forme du texte ne suit pas les recommandations de Wikipédia : il faut le « wikifier ».
Les points d'amélioration suivants sont les cas les plus fréquents. Le détail des points à revoir est peut-être précisé sur la page de discussion.
- Les titres sont pré-formatés par le logiciel. Ils ne sont ni en capitales, ni en gras.
- Le texte ne doit pas être écrit en capitales (les noms de famille non plus), ni en gras, ni en italique, ni en « petit »…
- Le gras n'est utilisé que pour surligner le titre de l'article dans l'introduction, une seule fois.
- L'italique est rarement utilisé : mots en langue étrangère, titres d'œuvres, noms de bateaux, etc.
- Les citations ne sont pas en italique mais en corps de texte normal. Elles sont entourées par des guillemets français : « et ».
- Les listes à puces sont à éviter, des paragraphes rédigés étant largement préférés. Les tableaux sont à réserver à la présentation de données structurées (résultats, etc.).
- Les appels de note de bas de page (petits chiffres en exposant, introduits par l'outil «  Source ») sont à placer entre la fin de phrase et le point final[comme ça].
- Les liens internes (vers d'autres articles de Wikipédia) sont à choisir avec parcimonie. Créez des liens vers des articles approfondissant le sujet. Les termes génériques sans rapport avec le sujet sont à éviter, ainsi que les répétitions de liens vers un même terme.
- Les liens externes sont à placer uniquement dans une section « Liens externes », à la fin de l'article. Ces liens sont à choisir avec parcimonie suivant les règles définies. Si un lien sert de source à l'article, son insertion dans le texte est à faire par les notes de bas de page.
- La présentation des références doit suivre les conventions bibliographiques. Il est recommandé d'utiliser les modèles {{Ouvrage}}, {{Chapitre}}, {{Article}}, {{Lien web}} et/ou {{Bibliographie}}. Le mode d'édition visuel peut mettre en forme automatiquement les références.
- Insérer une infobox (cadre d'informations à droite) n'est pas obligatoire pour parachever la mise en page.

Pour une aide détaillée, merci de consulter Aide:Wikification.
Si vous pensez que ces points ont été résolus, vous pouvez retirer ce bandeau et améliorer la mise en forme d'un autre article.
Dorothy Celeste Ferebee (née Boulding le 10 octobre 1898 et décédée le 14 septembre 1980) était une gynécologue obstétricienne américaine et militante des droits civiques.

## Biographie
Née dans une famille de classe moyenne à Norfolk, en Virginie, Dorothy Celeste Ferebee a grandi à Boston, où elle a fréquenté l'English High School (en) et le Simmons College (en) avant d'étudier la médecine à l'Université Tufts. Empêchée par le racisme et la ségrégation de poursuivre sa carrière dans les hôpitaux "blancs" de Boston, elle a accepté un emploi à l'Hôpital des hommes libres (en)de Washington D.C., où elle est devenue gynécologue obstétricienne et a promu la contraception et l'éducation sexuelle. En 1930, elle épouse Claude Thurston Ferebee, professeur d'odontologie.
Dorothy Celeste Ferebee a été directrice du Projet de santé dans le Mississippi (en), qui a offert des soins médicaux aux agriculteurs pauvres de l'État, de 1935 à 1942. Elle a participé activement aux mouvements pour les droits des Noirs américains et des femmes. En tant que présidente du Conseil national des femmes noires (en), elle a publié un « Programme en neuf points » contre le racisme et la misogynie dans la vie publique américaine. Elle a été impliquée dans plusieurs organisations de développement international, dont l'UNICEF, le Conseil international des femmes et l'Organisation mondiale de la santé.

## Contexte et jeunesse
Dorothy Celeste Boulding est née le 10 octobre 1898 à Norfolk, en Virginie. Alors qu'elle était jeune, sa mère, Florence Boulding, tomba malade et l'envoya avec son frère Ruffin vivre avec sa grand-tante à Boston, Massachusetts.  Dorothy et Ruffin ont grandi dans le quartier bourgeois de Beacon Hill.  La famille de sa grand-tante comprenait huit avocats et les discussions sur le droit dominaient la maison, mais Boulding écrivit plus tard qu'elle avait toujours voulu devenir médecin. Enfant, elle essayait de jouer le rôle de « médecin » auprès des animaux malades et blessés. 

### Éducation
Boulding a fréquenté l'école à Boston de 1904 à 1908, date à laquelle elle a déménagé à l'English High School (en) où elle a obtenu son diplôme en tête de sa classe en 1915. Elle a ensuite fréquenté le Simmons College de Boston,  où elle est devenue membre de la Branche Epsilon de la sororité Alpha Kappa Alpha  et a obtenu son diplôme en 1920.  La même année, elle entre à l'école de médecine de l'Université Tufts,  et obtient son diplôme en 1924  (figurant parmi les cinq meilleures de sa classe.)  En 1927, elle était l'une des neuf femmes à réussir l'examen médical du District de Columbia. 
Malgré son diplôme de l'Université Tufts et son rang élevé dans sa classe, Boulding n'était pas autorisée à effectuer un stage dans les hôpitaux "blancs" de la région de Boston.  Elle a déménagé à Washington, DC, et a commencé son stage à l' Hôpital des hommes libres, établissement appartenant à des Noirs et employant des Noirs. Elle a travaillé à l' Hôpital des hommes libres (en)l en tant que gynécologue obstétricienne, où elle a commencé à promouvoir la contraception et l'éducation sexuelle auprès des femmes, deux sujets très controversés à l'époque. 
Après avoir terminé son internat en 1925, elle ouvre sa propre clinique médicale dans un quartier pauvre de la ville.  Pour améliorer l'offre de soins dans le quartier, elle a persuadé les administrateurs de la Friendship House, (un centre médical caritatif appliquant la ségrégation ) d'ouvrir une clinique supplémentaire pour les Afro-Américains. Cette clinique a ensuite été nommée Southeast Neighbourhood House. Elle a, en outre, créé la Southeast Neighbourhood Society, qui comprenait une aire de jeux et une garderie pour les enfants de mères qui travaillaient.  La même année, elle rejoint la faculté de médecine de l'Université Howard où elle est nommée médecin des femmes. En 1930, elle épousa Claude Thurston Ferebee, professeur à la Faculté d'odontologie de l'Université Howard (en) . En 1949, elle fut nommée directrice médicale des services de santé de Howard, poste qu'elle occupa jusqu'à sa retraite en 1968. 

## Activisme caritatif et pour les droits civiques
Ferebee a dirigé le Projet de santé dans le Mississippi, un projet parrainé par la sororité Alpha Kappa Alpha pour fournir une soins médicaux aux familles de métayers du comté de Holmes, dans le Mississippi, tout au long des étés 1935 à 1942. Elle est également devenue un membre actif du mouvement des droits civiques en tant que membre du Conseil National des Femmes Noires (NCNW). À l'automne 1949, elle est élue présidente de l'organisation.  Elle y a accru les efforts de l'organisation pour promouvoir l'offre de soins et l'éducation, et a poursuivi son travail pour mettre fin à la discrimination contre les Afro-Américains et les femmes dans l'armée, le logement, l'emploi et le vote. En tant que présidente du NCNW, elle a publié son « Programme en neuf points » qui décrivait un plan visant à réaliser les droits civils fondamentaux à travers des initiatives éducatives et législatives. Malgré tout cela, Boulding est restée gynécologue -obstétricienne à plein temps. 
Ferebee a siégé aux conseils d'administration du Conseil des enfants et de la jeunesse de la Maison Blanche, ainsi que du Fonds des Nations Unies pour l'enfance ( UNICEF ). Elle a été sélectionnée par le Département d'État américain comme déléguée au Conseil international des femmes du monde en Grèce.  Le Bureau des femmes du ministère du Travail l'a nommée au sein d'une délégation qui a analysé l'impact des conditions d'après-guerre sur les femmes et les enfants en Allemagne. Elle a été nommée au Council for Food for Peace par le président américain John F. Kennedy dans les années 1960, et à ce titre, elle a passé cinq mois à voyager à travers le continent Africain et à promouvoir la médecine préventive. 
En 1963, elle s'est rendue à Selma, en Alabama, dans le cadre d'une campagne visant à inscrire les Afro-Américains sur les listes électorales. Elle s'est également exprimée au nom des droits des femmes.  En 1967, Boulding a été nommée l'un des cinq délégués américains lors de la vingtième assemblée de l'Organisation mondiale de la santé à Genève ainsi qu'à la Commission de Washington sur le statut de la femme, qu'elle a présidée de 1971 à 1974.  Elle a également été membre du conseil d'administration de l'American Association of University Women. 

## Vie privée
Dorothy et Claude Ferebee ont eu des jumeaux : un fils nommé Claude et une fille nommée Dorothy. Dorothy est décédée à l'âge de dix-huit ans des suites de la grippe. 
Ferebee est décédée d'une insuffisance cardiaque congestive le 14 septembre 1980 au Centre hospitalier universitaire de Georgetown (en) à Washington, DC.

## Ouvrages cités
- American Association of University Women, « Dorothy Boulding Ferebee: A pioneer in civil rights and Health Care », 10 mars 2022 (consulté le 6 décembre 2022)
- M. Brandman, « Biography: Dorothy Boulding Ferebee », sur National Women's History Museum, 2021 (consulté le 6 décembre 2022)
- Dwayne Mack, « Dorothy Celeste Boulding Ferebee (1898–1980) » [archive du 6 février 2023], 27 juin 2007 (consulté le 6 décembre 2022)
- National Institutes of Health, « Changing the face of medicine: Dorothy Celeste Boulding Ferebee » [archive du 7 mai 2023], sur U.S. National Library of Medicine, 3 juin 2015 (consulté le 6 décembre 2022)
- Marjorie H Parker, Alpha Kappa Alpha through the Years 1908-1988, Mobium Press, 1990

## Lectures complémentaires
- Diane Kiesel, She Can Bring Us Home: Dr. Dorothy Boulding Ferebee, Civil Rights Pioneer, University of Nebraska Press, 2015 (ISBN 9781612345062, lire en ligne)
- Earnestine Green McNealey, Pearls of Service: The Legacy of America's First Black Sorority, Alpha Kappa Alpha, Chicago, Alpha Kappa Alpha, 2006, 219–220 p. (LCCN 2006928528)